# Second Brazer Building
El Second Brazer Building es un edificio histórico de oficinas en 25-29 State Street en la ciudad de Boston, en el estado de Massachusetts (Estados Unidos). Tiene un diseño Beaux Arts temprano de importancia local.
El rascacielos de once pisos fue diseñado por Cass Gilbert y construido en 1897. Es la única obra de Gilbert en Boston y se construyó el mismo año en que ganó la comisión para el Capitolio del Estado de Minnesota. El edificio es un ejemplo local temprano de una estructura de marco de acero con muros cortina. Tiene un plan trapezoidal y tiene 125 pies de altura, con patrones de fenestración idénticos en las fachadas norte, este y sur. Las paredes exteriores están hechas de piedra caliza para los primeros tres pisos y terracota para los pisos superiores.
La torre ocupa el sitio de la primera casa de reuniones en Boston, erigida en 1632; una placa en la fachada norte del edificio marca su ubicación anterior. El terreno fue posteriormente adquirido a principios del siglo XIX por John Brazer, un comerciante local, y en 1842 sus herederos construyeron el primer Edificio Brazer, una estructura de tres pisos neogriego diseñada por Isaiah Rogers. El edificio Brazer original se mantuvo en el sitio hasta 1896, cuando fue retirado para dar paso a la torre actual.
El edificio fue incluido en el Registro Nacional de Lugares Históricos en 1986.  Fue designado como un hito de Boston por la Boston Landmarks Commission el 9 de julio de 1985.